# Мария Тереза
- Мария Терезия Австрийска (1767 – 1827) –  ерцхерцогиня на Австрия;
- Мария Тереза Чибо-Маласпина – херцогиня на Айело и баронеса на Падули;
- Мария Тереза Савойска (1803 – 1879) – херцогиня на Парма и Лука;
- Мария Тереза Австрийска-Есте (1773 – 1832) – кралица-консорт на Сардиния-Пиемонт;
- Мария Тереза Австрийска (1816 – 1867) – австрийска ерцхерцогиня и кралица;
- Мария Тереза Австрийска (1845 – 1927) – херцогиня на Вюртемберг;
- Мария Тереза Австрийска-Есте (1849 – 1919) – кралица на Бавария;
- Мария-Тереза Бурбон-Сицилианска – женитба княгиня на Хоенцолерн.